# 久慈街道
久慈街道（くじかいどう）は、青森県八戸市と岩手県久慈市を結ぶ街道。

## 概要
藩政時代、八戸城下から、鍛冶町－田代－大野を経る山間の道であり、久慈代官所の有る九戸郡大川目村八日町（久慈は町場をさす通称地名）に至る八戸藩の脇街道。
街道名は目的地の地名にちなみ、洋野や久慈では「八戸街道」という。

久慈は物資の集積地であり、大野鉄山の日払所や塩会所が設置された大野と八戸城下を結ぶ最短道であった。
現存の青森県道・岩手県道11号八戸大野線は久慈街道を基に整備された。
寛政2年（1790年）、高山彦九郎がこの街道を通行したさいに、天明の大飢饉を見聞して（北行）日記に書き残している。

また、盛岡藩の「久慈街道」としては、沼宮内宿の北に尾呂部（おろべ）集落で奥州街道と分かれて、葛巻、関の駅宿を通り、久慈回りで九戸郡宇部に至る。
尾呂部から関までの通路は、野田街道（沼宮内廻野田道)と重複するため、「久慈野田街道」ともいわれる。

## 宿場・人馬継立所
- 八戸城下 （青森県八戸市）
- 田代 （ 同 県三戸郡階上町）
- 大野 （岩手県九戸郡洋野町）
- 夏井 （ 同 県久慈市夏井町）
- 八日町 （ 同 県久慈市）

　　－－－－－
- 三日町 （岩手県久慈市大川目町）
- 関 （ 同 県久慈市山形町霜畑）
- 葛巻（ 同 県岩手郡葛巻町）

## 参考資料
- 青森県史編さん近世部会『青森県史 資料編 近世篇 5 南部２ 八戸藩』青森県、2011年3月31日。
- 「角川日本地名大辞典」編纂委員会『角川日本地名大辞典 2 青森県』角川書店、1985年12月1日。ISBN 4040010205。
- 「角川日本地名大辞典」編纂委員会『角川日本地名大辞典 3 岩手県』角川書店、1985年。ISBN 4040010302。
- 瀧本壽史、名須川溢男『街道の日本史 5 三陸海岸と浜街道』吉川弘文館、2004年12月20日。ISBN 4-642-06205-X。